# Rhinobatos zanzibarensis
The Zanzibar guitarfish (Rhinobatos zanzibarensis) là một loài cá thuộc họ Rhinobatidae. Nó là loài đặc hữu của Tanzania. Các môi trường sống tự nhiên của chúng là các biển kiệt và mở.